# Ford Prefect
Ford Prefect er navnet på en hovedperson i Douglas Adams' bøger i den humoristiske science fiction-serie Håndbog for vakse galakseblaffere.
Ford er en god ven af en anden af historiens hovedpersoner, en helt almindelig jordbo ved navn Arthur Dent og han er også halvfætter til galaksens præsident (om end kun nok så kort en overgang) Zaphod Beeblebrox. Arthur har kendt Ford i flere år og er sikker på, at han stammer fra byen Guildford i Surrey (England). Men faktisk er han galakseblaffer og kommer fra en lille planet i nærheden af Betelgeuse. Han kom oprindeligt til jorden for at researche til en artikel om vores planet til håndbogen.
Angående navnet kan man kun sige, at det vidner om en gang (undtagelsesvis, naturligvis) sløset research fra Fords side. Han valgte det for at kunne glide ubemærket ind i mængden, men han havde på det tidspunkt det fejlagtige indtryk, at biler var den dominerende livsform på jorden.
Ford kom til jorden for at blive her i en uge, men endte her som strandet i femten år. Han undslipper i selskab med Arthur Dent da en flåde af Vogon-skibe dukker op af intetheden for at demolere kloden, så der kan blive plads for en hyperrumekspresrute. I historien får han rollen som den, der forklarer om ikke alt så det meste for den undrende Arthur (og læser).